# 笑福亭大智
笑福亭 大智（しょうふくてい だいち、1978年10月24日 - ）は、上方落語協会に所属する落語家。笑福亭仁智門下。本名∶荒川 寿。

## 経歴
- 2013年10月1日 - 笑福亭仁智に入門。